# Debbie Ferguson-McKenzie
Deborah Ferguson-McKenzie, detta Debbie (Nassau, 16 gennaio 1976), è una velocista bahamense.
In carriera è stata campionessa olimpica e mondiale della staffetta 4×100 metri, nonché campionessa mondiale dei 200 metri piani.

## Record nazionali

### Seniores
- Staffetta 4×100 metri: 41"92 ( Siviglia, 29 agosto 1999) (Savatheda Fynes, Chandra Sturrup, Pauline Davis-Thompson, Debbie Ferguson-McKenzie)

## Palmarès
| Anno | Manifestazione          | Sede           | Evento      | Risultato        | Prestazione | Note                                     |
| ---- | ----------------------- | -------------- | ----------- | ---------------- | ----------- | ---------------------------------------- |
| 1992 | Mondiali juniores       | Seul           | 100 m piani | Quarti di finale | 11"92       |                                          |
| 1992 | Mondiali juniores       | Seul           | 200 m piani | Semifinale       | 24"74       |                                          |
| 1993 | Campionati CAC          | Cali           | 200 m piani | Argento          | 23"32       |                                          |
| 1993 | Campionati CAC          | Cali           | 4×100 m     | Argento          | 44"28       |                                          |
| 1994 | Mondiali juniores       | Lisbona        | 100 m piani | 5ª               | 11"48       |                                          |
| 1994 | Mondiali juniores       | Lisbona        | 200 m piani | 4ª               | 23"59       |                                          |
| 1994 | Mondiali juniores       | Lisbona        | 4×400 m     | Batteria         | 3'44"67     |                                          |
| 1994 | Giochi del Commonwealth | Victoria       | 200 m piani | Semifinale       | 23"68       |                                          |
| 1994 | Giochi del Commonwealth | Victoria       | 4×100 m     | 5ª               | 44"89       |                                          |
| 1995 | Mondiali                | Göteborg       | 200 m piani | Batteria         | 23"33       |                                          |
| 1995 | Mondiali                | Göteborg       | 4×100 m     | 4ª               | 43"14       |                                          |
| 1996 | Giochi olimpici         | Atlanta        | 100 m piani | Semifinale       | 11"28       |                                          |
| 1996 | Giochi olimpici         | Atlanta        | 4×100 m     | Argento          | 42"14       |                                          |
| 1997 | Campionati CAC          | San Juan       | 100 m piani | Oro              | 11"29       |                                          |
| 1997 | Campionati CAC          | San Juan       | 4×100 m     | Oro              | 44"00       |                                          |
| 1997 | Mondiali                | Atene          | 100 m piani | Semifinale       | 11"39       |                                          |
| 1997 | Mondiali                | Atene          | 4×100 m     | 6ª               | 42"77       |                                          |
| 1999 | Giochi panamericani     | Winnipeg       | 200 m piani | Oro              | 22"83       |                                          |
| 1999 | Mondiali                | Siviglia       | 100 m piani | Semifinale       | 11"12       |                                          |
| 1999 | Mondiali                | Siviglia       | 200 m piani | 5ª               | 22"28       |                                          |
| 1999 | Mondiali                | Siviglia       | 4×100 m     | Oro              | 41"92       | Miglior prestazione mondiale stagionale  |
| 2000 | Giochi olimpici         | Sydney         | 100 m piani | 7ª               | 11"29       |                                          |
| 2000 | Giochi olimpici         | Sydney         | 200 m piani | 4ª               | 22"37       |                                          |
| 2000 | Giochi olimpici         | Sydney         | 4×100 m     | Oro              | 41"95       |                                          |
| 2001 | Mondiali                | Edmonton       | 100 m piani | 5ª               | 11"13       |                                          |
| 2001 | Mondiali                | Edmonton       | 200 m piani | Oro              | 22"52       |                                          |
| 2002 | Giochi del Commonwealth | Manchester     | 100 m piani | Oro              | 10"91       | Miglior prestazione personale            |
| 2002 | Giochi del Commonwealth | Manchester     | 200 m piani | Oro              | 22"20       |                                          |
| 2002 | Giochi del Commonwealth | Manchester     | 4×100 m     | Oro              | 42"44       |                                          |
| 2003 | Campionati CAC          | Saint George's | 4×100 m     | Oro              | 43"06       |                                          |
| 2003 | Mondiali                | Saint-Denis    | 100 m piani | Semifinale       | 11"27       |                                          |
| 2003 | Mondiali                | Saint-Denis    | 200 m piani | Quarti di finale | 22"98       |                                          |
| 2003 | Mondiali                | Saint-Denis    | 4×100 m     | Batteria         | 43"64       |                                          |
| 2004 | Mondiali indoor         | Budapest       | 60 m piani  | Semifinale       | 7"32        |                                          |
| 2004 | Giochi olimpici         | Atene          | 100 m piani | 7ª               | 11"16       |                                          |
| 2004 | Giochi olimpici         | Atene          | 200 m piani | Bronzo           | 22"30       |                                          |
| 2004 | Giochi olimpici         | Atene          | 4×100 m     | 4ª               | 42"69       |                                          |
| 2007 | Mondiali                | Osaka          | 100 m piani | Semifinale       | 11"25       |                                          |
| 2007 | Mondiali                | Osaka          | 200 m piani | Semifinale       | 23"27       |                                          |
| 2008 | Campionati CAC          | Cali           | 200 m piani | Oro              | 22"78       |                                          |
| 2008 | Campionati CAC          | Cali           | 4×100 m     | Bronzo           | 44"03       |                                          |
| 2008 | Giochi olimpici         | Pechino        | 100 m piani | 7ª               | 11"19       |                                          |
| 2008 | Giochi olimpici         | Pechino        | 200 m piani | 7ª               | 22"61       |                                          |
| 2009 | Mondiali                | Berlino        | 100 m piani | 6ª               | 11"05       |                                          |
| 2009 | Mondiali                | Berlino        | 200 m piani | Bronzo           | 22"41       |                                          |
| 2009 | Mondiali                | Berlino        | 4×100 m     | Argento          | 42"29       | Miglior prestazione personale stagionale |
| 2011 | Mondiali                | Taegu          | 200 m piani | 6ª               | 22"96       |                                          |
| 2011 | Mondiali                | Taegu          | 4×100 m     | Batteria         | 50"62       |                                          |
| 2012 | Giochi olimpici         | Londra         | 100 m piani | Batteria         | 11"32       |                                          |
| 2012 | Giochi olimpici         | Londra         | 200 m piani | Batteria         | 23"49       |                                          |
| 2013 | Campionati CAC          | Morelia        | 100 m piani | 7ª               | 11"85       |                                          |
| 2013 | Campionati CAC          | Morelia        | 4×100 m     | Bronzo           | 44"08       |                                          |
| 2013 | Mondiali                | Mosca          | 4×100 m     | Batteria         | dq          |                                          |
| 2015 | World Relays            | Nassau         | 4×100 m     | 10ª              | 44"14       | [ 1 ]                                    |

## Altre competizioni internazionali
1999
- 5ª alla Grand Prix Final ( Monaco di Baviera), 200 m piani - 22"67

2000
- 4ª alla Grand Prix Final ( Doha), 100 m piani - 11"22

2001
- Argento alla Grand Prix Final ( Melbourne), 200 m piani - 23"00

2002
- Oro alla Grand Prix Final ( Parigi), 100 m piani - 10"97
- Oro in Coppa del mondo ( Madrid), 200 m piani - 22"49

2004
- 6ª alla World Athletics Final ( Monaco), 100 m piani - 11"24
- Argento alla World Athletics Final ( Monaco), 200 m piani - 22"66

2006
- 7ª alla World Athletics Final ( Stoccarda), 100 m piani - 11"26
- 4ª alla World Athletics Final ( Stoccarda), 200 m piani - 22"58

2007
- Argento alla World Athletics Final ( Stoccarda), 200 m piani - 22"74

2008
- 8ª alla World Athletics Final ( Stoccarda), 100 m piani - 11"25
- 4ª alla World Athletics Final ( Stoccarda), 200 m piani - 22"89

2009
- 6ª alla World Athletics Final ( Salonicco), 100 m piani - 11"24
- 4ª alla World Athletics Final ( Salonicco), 200 m piani - 22"45